# Parque Nacional de Gauja
O Parque Nacional de Gauja (em letão: Gaujas nacionālais parks) é o maior e mais antigo parque nacional da Letônia. Localizado em Vidzeme, foi criado em 14 de setembro de 1973, e possui uma área de 91 745 ha (917,45 km²).